# Unione petrolifera
L’Unione Petrolifera (UP), dal 2020 Unione Energie per la Mobilità (UNEM), è l'associazione che raggruppa le principali aziende operanti in Italia nel settore della raffinazione e distribuzione di carburanti, lubrificanti e altri prodotti derivati dal petrolio.
UNEM rappresenta 89 imprese tra soci effettivi e soci aggregati.
Presidente dell'associazione, che aderisce a Confindustria, è Gianni Murano.

## Storia
L'associazione, con sede a Roma, è stata costituita nel 1948 allo scopo di rappresentare nelle sedi istituzionali gli interessi economici del settore e di occuparsi degli aspetti tecnici comuni alle imprese del settore, quali la rappresentanza nei rapporti con le pubbliche autorità, gli enti e le altre categorie di rappresentanza del mondo dell'economia e del lavoro.

## Associati
Aderiscono ad UNEM le principali aziende operanti nel settore petrolifero, tra cui le multinazionali italiane (in particolare, Saras, ed Eni) e straniere (in particolare, Kuwait Petroleum International, Shell, Tamoil, ExxonMobil, e dal 2013 la russa Lukoil) della produzione e distribuzione di prodotti petroliferi.

## Controversie
Nel 1974 è stata coinvolta nello scandalo dei petroli.